# Корытово (Московская область)
Корытово — деревня в Можайском районе Московской области, в составе городского поселения Уваровка. Численность постоянного населения по Всероссийской переписи 2010 года — 10 человек, в деревне числятся 1 улица и 2 садовых товарищества. До 2006 года Корытово входило в состав Колоцкого сельского округа.
Деревня расположена в центральной части района, на суходоле, примерно в 3 км к западу от пгт Уваровка, высота центра над уровнем моря 272 м. В Корытове расположена одноимённая платформа Смоленского направления МЖД, ближайшие населённые пункты — Барцылово, Вёшки на север и Прокофьево, Гриднево на юг.

## История
Деревня Корытово (Коретова) образовалась в 18 веке на территории Гжатского уезда, на границе с Можайским уездом. На момент образования насчитывалось порядка 45 жителей. в 19 веке деревня стала принадлежать семье графа С.С.Уварова, министра просвещения в правительстве Николая I. В начале 20-го века деревня Корытово стала близлежащей к крупному центру торговли - Уваровке, где жители из окрестных деревень закупали продукты и другие товары.
По состоянию на 1912 год в деревне Корытово насчитывалось 22 двора, Земское училище, помещечья усадьба Биркеля, квартира Земского Начальника 2 участка Гжатского уезда.

Карта Гжатского уезда и старой Смоленской дороги. 1871 год

Во время Великой Отечественной войны недалеко от деревни шли тяжёлые бои. Они не прекращались ни днём, ни ночью. Также в окрестных лесах деревни действовали отряды партизан. По словам местных жителей, во время войны в лесу стоял едкий запах трупов, которые заполоняли весь лес. Не многие выдерживали этого. Великая Отечественная война оставила свой след в памяти жителей.
В декабре 1941 недалеко от деревни была зверски казнена советская партизанка Александра Дрейман с новорождённым сыном. Над ней и её новорождённым сыном долго издевались немцы, после чего малыша закололи штыками, а женщину расстреляли за уваровской больницей. Только через месяц, в январе 1942 года Уваровка и её окрестности были освобождены от немцев.
В 1943 году советский режиссер Марк Донской экранизировал повесть Ванды Василевской «Радуга». Прототипом главной героини стала Александра Дрейман. Когда этот фильм показали в Германии, зрители не выдерживали – уходили. Они не могли поверить в то, что такое действительно могло быть.